# Santuario de Nuestra Señora de las Ermitas (Orense)
El Santuario de Nuestra Señora de las Ermitas es un templo religioso de arquitectura barroca situado en la parroquia de As Ermidas, en el municipio de El Bollo, a medio camino entre Viana del Bollo y Rúa, en la provincia de Orense, comunidad autónoma de Galicia, España, eclesiásticamente pertenece a la diócesis de Astorga. Está declarado Bien de Interés Cultural.

## Historia
Su fachada fue edificada entre 1713 y 1726 por Juan Martínez Pita; poco posterior a ella es el Vía Crucis construido en 1730 y compuesto por 15 capillas que contenían 62 estatuas. El exterior de los templetes se presenta muy sencillo. En cambio, el interior está decorado con esculturas que representan la Pasión de Cristo, siguiendo el modelo del Bom Jesus do Monte de Braga edificado en 1723. Y como para el Sacro Monte portugués algunas capillas fueron asociadas a unas fuentes.
Se trata de obras figurativas únicas en su género, no sólo en Galicia, porque la idea de reproducir "de verdad" las estaciones de la Pasión de Cristo se expresó en España mayormente en los grupos de imágenes que se sacan en procesión con ocasión de la Semana Santa.

## Tradiciones religiosas
De gran atractivo turístico, destaca por sus celebraciones de Semana Santa, especialmente el Vía Crucis, en el cual se recorre las estaciones que van desde el santuario al lugar de O Cruceiro distantes entre sí aproximadamente 1 km. Otro de los actos de esta semana más sonados, incluso más que el vía crucis, era la llamada "estoupa do Xúdas" en la cual un muñeco de trapo relleno de pólvora, que representaba a Judas, comenzaba a explotar en cuanto se encontraban Cristo resucitado y María. Después de 28 años sin realizar esta celebración, se retomó esta celebración en 2024 juntando a un gran número de visitantes y enclavada dentro de la programación de la celebración de la Semana Santa en Las Ermitas